# حمام حاج آقا تراب
حمام حاج آقا تراب مربوط به دوره قاجار است و در نهاوند، محله علی‌آباد ـ کوچه حاج آقا تراب واقع شده و این اثر در تاریخ ۶ دی ۱۳۵۵ با شمارهٔ ثبت ۱۴۹۲ به‌عنوان یکی از آثار ملی ایران به ثبت رسیده است.
حمام حاج آقا تراب یا حمام دوقلو که در محله علی‌آباد و بافت قدیمی شهر نهاوند قرار دارد، نمادی از هنر ایرانی اسلامی است که در سال ۱۲۳۰ و در زمان ناصرالدین شاه قاجار بنا نهاده شده و گردشگران از این بنا بازدید می‌کنند. در سر در ورودی این بنا، کتیبه‌ای نصب شده که نام بانی حمام و تاریخ ساخت آن را، سال ۱۲۳۰ هجری شمسی در زمان ناصرالدین شاه قاجار بیان می‌کند ولی به سبک دوران صفویه ساخته شده است.
فضای حمام شامل بینه و میان در و گرم خانه است. تقریباً تمامی گرمابه‌ها از چنین نقشه‌ای پیروی می‌کنند در حمام حاج آقا تراب مسیر دسترسی به سه مرحله یاد شده به شیوه خاصی انجام گرفته است. به این ترتیب هر فضای آن به وسیله راهرو و هشتی از فضای دیگر متمایز شده است تا دما و رطوبت هر فضا نسبت به فضای مجاور تنظیم گردد. به این طریق پیشینیان می‌توانستند از بیماری و ناراحتی افراد به دلیل ورود به فضای گرم و خروج ناگهانی به فضای سرد تا حد زیادی بکاهند. بینه حمام به شکل چهار گوش ساخته شده و در اطراف بینه سکوهای نشیمن و رخت کن و در زیر سکوها حفره‌های جای کفش تعبیه شده است.
در بالای سقف گنبدی شکل حمام انواع نور گیرها قرار دارد. ارتباط بینه با گرم خانه از طریق میان در انجام می‌شود و سرویس بهداشتی نیز در این محل قرار دارد. سیستم گرمادهی حمام شامل انبار سوخت تون (گلخن یا آتشدان) آتشدان‌ها و تیان و گربه رود و دودکش‌ها و گودالی برای جمع‌آوری خاکستر است.
علت شهرت آن به حمام به دوقلو در این است که حمام از دو قسمت تشکیل شده است دارای سردینه (حمام سرد) و گرمینه (حمام گرم) بزرگ بوده و فقط مورد استفاده رجال، اشراف و شاهزادگان قرار گرفته و قسمت دوم همان حمام که آن هم به نوبه خود دارای سردینه و گرمینه بوده (ولی در ابعاد کوچک) ویژه افراد عادی و طبقات پایین جامعه بوده است.